# Черемнов, Юрий Петрович
Юрий Петрович Черемнов (30 апреля 1955, Таштып, Красноярский край) — советский биатлонист. Неоднократный призёр чемпионатов СССР по биатлону, чемпион СССР по летнему биатлону (1978). Мастер спорта СССР международного класса по биатлону, мастер спорта СССР по лыжным гонкам.

## Биография
Воспитанник красноярского спорта, в молодости занимался лыжными гонками, с 1974 года перешёл в биатлон. С 1977 года выступал за Новосибирск. Представлял спортивное общество «Динамо». Тренеры — Е. Д. Глинский, Н. Д. Серебренников, В. Н. Фатьянов.
Трёхкратный[уточнить] призёр чемпионатов СССР по биатлону. В том числе в 1976 году выиграл бронзовые медали в гонке патрулей в составе сборной общества «Динамо», а в 1980 году, также в составе динамовцев, стал третьим в эстафете.
В 1978 году стал чемпионом СССР по летнему биатлону в индивидуальной гонке. Двукратный чемпион Динамиады социалистических стран по биатлону (1980). Победитель Спартакиады народов РСФСР.
Окончил факультет физического воспитания Красноярского педагогического института (1980), Ленинградское высшее военно-политическое училище (1983). Работал преподавателем в Новосибирском военном институте имени генерала армии И. К. Яковлева, на кафедре физической подготовки и спорта. С 2000 года — заместитель председателя Новосибирского областного отделения общества «Динамо». Полковник внутренней службы. Награждён званием «Почётный динамовец».